# Joan Olive Chissell
Joan Olive Chissell (* 22. Mai 1919 in Cromer; † 31. Januar 2007 in London) war eine englische Schriftstellerin und Musikkritikerin. Sie war eine ausgewiesene Robert-Schumann-Spezialistin. Sie war langjährige Musikkritikerin der Times und besprach als solche Virtuosen und Debütanten des Musiklebens über dreißig Jahre lang mit großer Klarheit und Ausgewogenheit. Sie verband dabei Offenheit mit Höflichkeit, Ehrerbietung und Generosität in einer Weise, die ihr langjährigen Respekt und Freundschaften der besprochenen Musiker einbrachte.

## Leben und Werk
Chissel wurde in Cromer geboren. Sie besuchte die Manor School in Sheringham, als ihr das Talent für das Klavier 1937 ein Stipendium für das Royal College of Music (RCM) einbrachte. Von 1936 bis 1942 studierte sie an diesem Institut bei Kendall Taylor Klavier, bei Herbert Howells Komposition und bei Frank Howes Geschichte und Musikkritik. Nachdem sie sich wegen einer Verletzung von der ursprünglich anvisierten Karriere als professionelle Pianistin lösen musste, wurde sie 1943 Lektorin und Musikkritikerin am RCM. Gleichzeitig gab sie Kurse für Teilzeitstudenten an den Universitäten London und Oxford. Sie wohnte in London in St. John’s Wood, nahe den EMI Aufnahmestudios in der Abbey Road. Bei Besuchen dort oder nach einer Flussüberfahrt über die Themse nach Newbridge traf sie häufig Bekannte aus der Musikwelt wie beispielsweise Swjatoslaw Richter oder Rudolf Serkin zu einem kleinen Lunch oder zu einer Flasche Wein. Beide Seiten konnten hier von ihrem Berufsstress relaxen.
Zwischenzeitlich war ihr Interesse an Musikästhetik, ihre Klarheit und ihre Kenntnis der Musikliteratur nicht unentdeckt geblieben. Frank Howes selbst, seit 1943 führender Musikkritiker bei der Times, holte 1948 Chisell als seine Assistentin zu dieser Zeitung. Diese Position füllte Chisell bis ins Jahr 1979 aus. Während dieser Periode fanden sich in der Times hochwertige Konzertbesprechungen aus der Wigmore Hall, die vor allen Dingen den musikalischen Einsteigern und jungen Musik-Aspiranten eine großartige Plattform für ihre Karrieren eröffneten. Die Vortragsbesprechungen dieser jungen Künstler, ob eher kritisch oder auch gewogen, waren von großer Besonnenheit und Rücksichtnahme geprägt. Sie dienten immer dem Vorankommen der besprochenen Künstler.
Vor allen Dingen die Bücher über Robert Schumann (1948, 1967), Chopin (1965), über Brahms (1977) und über Clara Schumann (1983) weisen Chisell international als große Musikexpertin, speziell als Schumann-Expertin aus. Joan Chisell erhielt 1991 den Robert-Schumann-Preis der Stadt Zwickau. Als verletzungsbedingt „verhinderte Pianistin“ arbeitete Chisell auch als Rundfunksprecherin bei Klassikübertragungen für die BBC. Sie schrieb auch Beiträge für Musik-Periodika wie The Gramophone. Sie wirkte ebenfalls als Jurorin bei internationalen Klavierwettbewerben mit.